# سما بيروت
سما بيروت : هو أطول برج سكني وتجاري قادم في لبنان سوف يكون البرج في منطقة سوديكو في بيروت. المشروع أعلن في أغسطس/آب 13 2009 وسوف يكون افتتاح البرج في 2014. سيكون البرج هو الأطول في لبنان يبلغ طوله 186 متر .

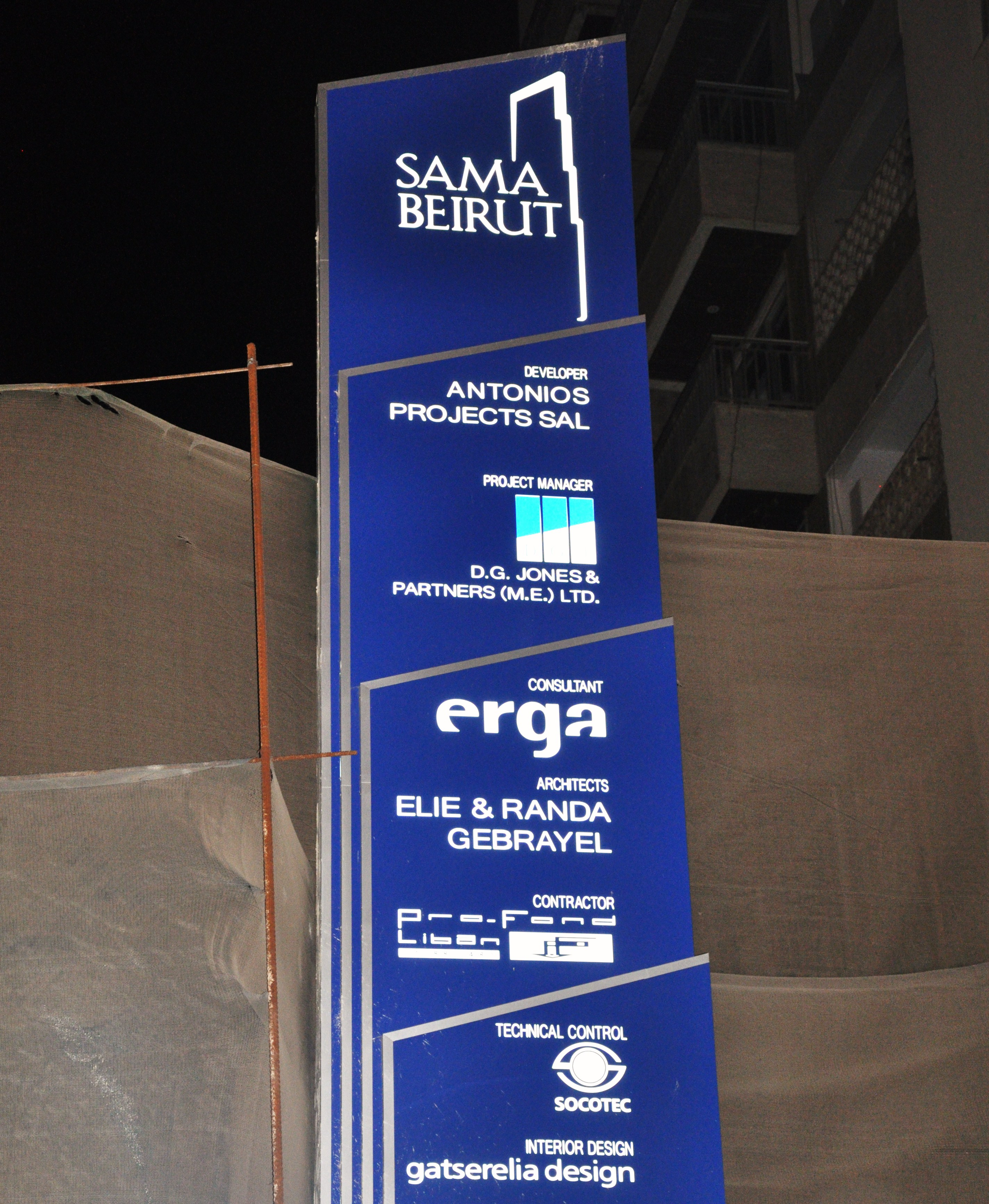
لوحة وصف في منطقة البناء

## طالع
- قائمة أطول المباني في لبنان
- برج الحافة (بيروت)